# Bettina Sabatini
Bettina Sabatini (Aalborg, 21 marzo 1966) è un'ex maratoneta italiana.

## Biografia
Nata nel 1966 ad Aalborg, in Danimarca, nel 1988 è approdata in nazionale, arrivando 20ª nella Coppa Europa di maratona di quell'anno a Huy, in 2h40'33".
A 26 anni ha partecipato ai Giochi olimpici di Barcellona 1992, nella maratona, chiudendo 23ª con il tempo di 2h50'09".
L'anno successivo non ha terminato la maratona ai Mondiali di Stoccarda 1993.
Nel 1994 ha preso parte agli Europei di Helsinki, nella maratona, arrivando 21ª in 2h40'32", vincendo contestualmente la medaglia d'oro della Coppa Europa di maratona insieme alla squadra italiana formata da Maria Curatolo, medaglia d'argento, Ornella Ferrara, 4ª, Rosanna Munerotto, 8ª, Anna Villani, 9ª e Laura Fogli, non giunta al traguardo.
Due anni dopo, nel 1996, ha vinto la Maratona di Firenze con il tempo di 2h33'51".

## Palmarès
| Anno | Manifestazione  | Sede       | Evento   | Risultato | Prestazione | Note |
| ---- | --------------- | ---------- | -------- | --------- | ----------- | ---- |
| 1992 | Giochi olimpici | Barcellona | Maratona | 23ª       | 2h50'09"    |      |
| 1993 | Mondiali        | Stoccarda  | Maratona | dnf       | dnf         |      |
| 1994 | Europei         | Helsinki   | Maratona | 21ª       | 2h40'32"    |      |

## Campionati nazionali
1987
- Bronzo ai campionati italiani assoluti, 10000 m piani - 34'43"20
- Bronzo ai campionati italiani universitari, 3000 m piani - 9'56"56

1990
- 9ª ai campionati italiani assoluti, 10000 m piani - 34'29"41

1994
- 10ª ai campionati italiani assoluti, 10000 m piani - 35'24"52

## Altre competizioni internazionali
1988
- 20ª in Coppa Europa di maratona ( Huy) - 2h40'33"

1990
- Argento alla Maratona di Pechino ( Pechino) - 2h35'46"

1991
- Bronzo alla Maratona d'Italia ( Carpi) - 2h30'29"

1992
- 5ª alla Maratona di New York ( New York) - 2h31'30"
- Bronzo alla 20 km di Parigi ( Parigi) - 1h10'14"

1994
- 21ª in Coppa Europa di maratona ( Helsinki) - 2h40'32"
- Oro a squadre in Coppa Europa di maratona ( Helsinki)
- 5ª alla Mezza maratona di Lisbona ( Lisbona) - 1h10'56"
- 18ª alla Stramilano ( Milano) - 1h16'49"
- 5ª alla Great North Run ( Newcastle upon Tyne) - 1h13'57"

1996
- Oro alla Maratona di Firenze ( Firenze) - 2h33'51"

1997
- 5ª alla Maratona di Torino ( Torino) - 2h36'49"